# Laurent Sagart
Laurent Sagart   (París, 1951) és un lingüista especialitzat en els idiomes d'Àsia. Destaca per intentar agrupar el xinès antic amb altres idiomes asiàtics i oceànics formant una família lingüística o superfamília batejada amb el nom de família sinoaustronèsia. Aquesta família, amb una llengua comuna ja perduda, es dividiria en el grup tibetobirmà (actualment classificat dins les llengües sinotibetanes) d'una banda i les llengües austronèsies de l'altra, que explicaria la difusió lingüística des del continent cap a les illes i Oceania.